# Ken Ring & BB Inc Kaddo Presents: Soundclap Vol. 3
Ken Ring & BB Inc Kaddo Presents: Soundclap Vol. 3 är det tredje mixtapet i Soundclapserien som släpps av Ken Ring & BB Inc Kaddo.
Tredje volymen är en svensk hiphopspecial.

## Spårlista
1. "Intro"
2. Ayo feat. Leafnuts - "Den här går ut"
3. Big Fred - "Cash"
4. Ayo - "Många som väntar"
5. Timbuktu - "Alla vet"
6. Eye N'I feat. Petter - "Låt det brinna"
7. Ayo - "Västerort"
8. Highest - "Sätt dig själv i min sits"
9. The Latin Kings - "Borta i tankar"
10. Ayo - "Häktet"
11. Ison & Fille - "Fakka ur"
12. Ken Ring - "Se dig omkring"
13. Petter - "En resa"
14. Ayo feat. P. Hollywood Castelo - "Det svider"
15. Blues - "Släpp mig fri"
16. The Latin Kings - "Cashen dom tas"
17. Timbuktu - "Gott folk"
18. The Latin Kings - "De e knas"
19. Joel feat. Ken - "Svennen kommer"
20. Advance Patrol feat. P. Hollywood Castelo - "Jag finns här med er nu"
21. AFC - "Laddish"
22. Ken - "Privatfest"